# Fehér emberek lakásokat renoválnak
A Fehér emberek lakásokat renoválnak (White People Renovating Houses) a South Park című amerikai animációs sorozat 278. része (a 21. évad 1. epizódja). Elsőként 2017. szeptember 13-án sugározták az Egyesült Államokban. Magyarországon a magyar Comedy Central 2017. október 12-én mutatta be.
Az epizód az okoshangszórók elterjedésével foglalkozik, mint amilyen az Amazon Alexa, a Google Home és az Apple Siri, illetve a konföderációs zászló lobogtatásával a 2017-es charlottesville-i szélsőjobboldali tüntetésen.

## Cselekmény
|  | Alább a cselekmény részletei következnek! |

Eric Cartman és a barátai az Amazon Alexa nevű okoshangszóróval játszanak, többek között trágár dolgokat mondanak neki, és azon nevetnek, hogy az eszköz illetlen szavakat használva válaszol nekik. Csakhogy Cartman hangulata azonnal megváltozik, amikor megjelenik a barátnője, Heidi Turner. Heidi amiatt is frusztrált, hogy Cartman passzív-agresszív és nem tudja kifejezni az érzéseit. Cartman érzelmi terroristának tartja Heidit, magát pedig áldozatnak, amit a barátainak is elmond. Ezalatt Randy és Sharon Marsh egy saját tévéműsort indítanak, "Fehér emberek lakást renoválnak" címmel, aminek során a házaspár lakásfelújítással foglalkozik. Munkájuk jobbára abból áll, hogy kibontják a falat a konyha és a nappali közt, így alkotva nagyobb teret.  Az egyik adásukat félbe kell szakítaniuk, mert a háttérben tüntetők jelennek meg fáklyákkal és az amerikai konföderációs zászlóval - a demonstrálók amiatt aggódnak, hogy az okoshangszórók "elveszik a munkát". Randyt eleinte idegesítik a tüntetők, sőt perre is megy ellenük, mert szerinte az ő tevékenységükkel fogják összetéveszteni a műsoruk címét. Végül aztán elhatározza, hogy segít nekik, mégpedig úgy, hogy őket helyezi a hangszórók helyére.
Ez Cartmant is elkezdi idegesíteni, amikor az ő eszközét is lecserélik egy hús-vér emberre, aki ráadásul nem is hajlandó neki illetlen módon válaszolni, ahogy az Amazon Alexa is tette. Darryl Weathers, a munkások fő hangadója Randy okoshangszórója lesz, de hamar lealacsonyítónak találja azt és inkább kilép. Randy szerint a hozzáállásával van a baj a modern technikával szemben (szerinte a szénbányászat és a kamionvezetés nem éppen a jövő állásai), míg Darryl el nem mondja neki, hogy igazából az frusztrálja, hogy a lakása felújítása során nem ütheti át az egyik közfalat, mert az egy tartófal, és máskülönben leszakad az emelet. Randy felajánlja, hogy megoldja a problémát, és végül sikerrel is jár. Ezalatt Cartman rengeteg elhagyott okoshangszórót talál, amiket hazavisz magával. Mikor Heidi átmegy hozzá, hogy bocsánatot kérjen tőle, Liane azzal fogadja, hogy nem tudja rávenni a fiát, hogy elhagyja a szobáját. Ugyanis az okoshangszórókhoz beszél egyfolytában és nevet rajtuk. Másnap az iskolában Cartman szakít vele.

## Kulturális utalások
Az epizódban látható egy Jim Bob nevű karakter, aki Kendrick Lamar rapper "Humble" című számát adja elő, country-stílusú paródiában.

## Fordítás
Ez a szócikk részben vagy egészben  a   White People Renovating Houses című angol Wikipédia-szócikk ezen változatának fordításán alapul.  Az eredeti cikk szerkesztőit annak laptörténete sorolja fel. Ez a jelzés csupán a megfogalmazás eredetét és a szerzői jogokat jelzi, nem szolgál a cikkben szereplő információk forrásmegjelöléseként.